# 张积慧 (空军)
张积慧（1927年2月10日—2023年4月26日），山东省荣成县人。中国人民志愿军空军战斗英雄，中国人民解放军空军飞行员、副司令员，中国共产党第九、十、十一届中央候补委员。

## 早年生活和军旅生涯
1927年2月，张积慧出生在山东荣成县（今荣成市）宁津桥上村的一个贫苦农民家庭。全家7口人依靠父亲张本周给地主当长工和耕种三亩薄地来维持生活。
10岁时，张积慧开始上小学，15岁考入了宁津中心小学，1944年入中学读书。1945年初，他到山东抗大一分校，从此参加八路军并加入了中国共产党。抗战胜利后，他随部队辗转到了东北，恰逢中国人民解放军第一所航空学校在通化成立，他被选派到航校学习，1948年毕业，成为解放军航校培养的首批飞行员。

## 抗美援朝初期
1950年，张积慧参加中国人民志愿军，被任命为航空兵第四师十二团飞行大队长。1951年9月，中国人民志愿军航空兵第四师正式进入朝鮮半島，与苏联第64战斗机航空军共同参与对空作战，张积慧也第一次进行了空中实战，但是并没有击落敌机。不过他很快掌握了实战经验，在10月16日的第三次实战中，他成功击落了一架敌机并迫使一架F-86 “佩刀”坠毁。这次战斗后，师司令部政治部给张积慧记一等功一次。1952年2月4日，张积慧再次击落一架美国F-86飞机，荣立二等功。在抗美援朝过程中，张积慧总计参加空战10余次。

## 击落戴维斯
1952年2月10日，张积慧擊落美王牌飞行员乔治·A·戴维斯。张积慧因此荣立特等功和一级战斗英雄的称号。朝鲜政府也授予他朝鲜民主主义人民共和国一级、二级自由独立勋章、军功章。

## 晚年
志愿军回国后，张积慧先后任副团长、副师长、师长、副军长、军长。1973年5月，升任空军副司令员。1978年7月至1980年8月被关押两年。1980年9月，调任成都420厂副厂长。1983年11月，调任烟台市副市长。1987年12月，任烟台市人大常委会副主任。1990年7月，调回空军，按大军区副职待遇离职休养。